# I-180 (samolot)
I-180 – radziecki samolot myśliwski skonstruowany w  biurze Nikołaja Polikarpowa i zbudowany w 1938. Mimo dobrych osiągów, nie wszedł ostatecznie do produkcji.

## Historia rozwoju
Samolot powstał w biurze konstrukcyjnym Nikołaja Polikarpowa w odpowiedzi na wymagania radzieckiego lotnictwa wojskowego ze stycznia 1938 na nowy myśliwiec przechwytujący z silnikiem gwiazdowym. Polikarpow był twórcą podstawowych radzieckich myśliwców lat 30. I-15 i I-16, które przyniosły mu przydomek „króla myśliwców” i konstruktorem mającym największe doświadczenie w tej dziedzinie w ZSRR. Jego nowy projekt oznaczony I-180 był w istocie dalszym rozwinięciem udanego dolnopłatowego myśliwca I-16, z silnikiem M-88 o większej mocy w układzie podwójnej gwiazdy, rozwiniętym z francuskiego licencyjnego silnika Gnome-Rhone 14K. Poprzedziła go seria eksperymentalnych wariantów I-16 z silnikami M-88 i innymi: I-161, I-162, I-163, I-164, I-165, I-166 i I-167. Główną wizualną różnicę I-180 w stosunku do I-16 stanowiło skrzydło z prostą krawędzią natarcia, prostopadłą do kadłuba, oraz ulepszony pod względem aerodynamicznym kadłub, z dłuższą, smukłą osłoną silnika. Nowy samolot miał być wyposażony w silnik M-88 o mocy 1100 KM, lecz ponieważ jego wariant dla myśliwców, z innym reduktorem, nie był jeszcze gotowy, pierwszy prototyp otrzymał silnik M-87 o mocy 950 KM (według części publikacji, otrzymał M-88). Był on uzbrojony w 4 karabiny maszynowe 7,62 mm SzKAS.
Pomimo że prototyp nie ukończył jeszcze wszystkich testów naziemnych i nie wyeliminowano wszystkich usterek, władze domagały się jego oblatania najszybciej, jak to możliwe, zgodnie z wyznaczonym planem. Polikarpow sprzeciwiał się oblotowi samolotu dopóki nie osiągnie pełnej gotowości, przewidywanej na luty 1939, oraz odmówił podpisu pod aktem gotowości do oblotu, lecz nie mógł go powstrzymać. W rezultacie, prototyp odbył pierwszy lot 15 grudnia 1938, pilotowany przez słynnego pilota Walerego Czkałowa, lecz podczas podejścia do lądowania rozbił się, zabijając pilota. Główną przyczyną katastrofy było zgaśnięcie silnika z powodu jego przechłodzenia, na skutek braku zamontowanych żaluzji regulujących chłodzenie, a także brak odpowiedniego śmigła. Ta przypadkowa katastrofa spowodowała aresztowania konstruktora wiodącego I-180 Dmitrija Tomaszewicza i kilku innych osób z fabryki, a także naczelnika głównego zarządu Komisariatu Przemysłu Obronnego S. Bielakina, który bezpośrednio był odpowiedzialny za przyspieszenie oblotu. Śmierć Czkałowa miała fatalny skutek dla dalszej kariery Polikarpowa, który popadł w niełaskę u Stalina i tym samym zmniejszyła szanse jego konstrukcji na wejście do produkcji.
Drugi prototyp I-180-2, różniący się powiększoną rozpiętością 10,09 m zamiast 9 m i silnikiem M-87A, został oblatany 27 kwietnia 1939 oraz zademonstrowany na defiladzie pierwszomajowej. Następnie zamieniono w nim silnik na M-87B i wzmocniono konstrukcję skrzydła, która okazała się za słaba. 5 września 1939 jednakże prototyp rozbił się z niewyjaśnionych przyczyn; jego pilot Tomas Suzi opuścił wcześniej samolot, lecz jego spadochron zawiódł i poniósł on śmierć (podejrzewano, że opuszczenie samolotu mogło nastąpić z przyczyn związanych ze zdrowiem pilota).
Pomimo to, w 1940 prowadzono przygotowania do produkcji pierwszej serii samolotów I-180 w fabryce nr 21 w Gorki, produkującej wcześniej I-16. Przygotowania jednak szły bardzo wolno, bez większego zainteresowania ze strony władz. 10 lutego 1940 oblatano trzeci  prototyp I-180-3 z docelowym silnikiem M-88R. Otrzymał on uzbrojenie z dwóch wkm BS 12,7 mm i dwóch km SzKAS 7,62 mm w kadłubie, na wspólnej lawecie nad silnikiem. Ukończył on próby państwowe z dobrymi rezultatami, lecz 6 lipca 1940 został utracony na skutek błędu pilota, który wprowadził samolot w odwrócony korkociąg, po czym wyskoczył ze spadochronem. Pojawiły się także w tym czasie problemy z rozwojem silnika M-88, rozwiązane w grudniu 1940. W kwietniu 1940, z opóźnieniem zdołano ukończyć trzy pierwsze I-180S serii informacyjnej, zaprezentowane następnie na defiladzie pierwszomajowej. Opracowano też kolejny prototyp I-180-5, mający być wzorcem do kolejnej serii produkcyjnej, z silnikiem M-88A i innymi ulepszeniami. Planowano również w ramach dalszego rozwoju wyposażyć I-180 w silnik M-89 o mocy 1350 KM, który miał osiągnąć obliczeniową prędkość 650 km/h. Jednakże, pod koniec 1940 władze zdecydowały anulować zaawansowaną już produkcję I-180 i w fabryce nr 21 rozpocząć produkcję nowego myśliwca ŁaGG-3. Oficjalnie, Ludowy Komisariat Przemysłu Lotniczego ZSRR (NKAP) uznał rozwijanie myśliwców z silnikami gwiazdowymi za niecelowe.
Projektowano warianty I-180: I-180S – samolot seryjny, I-180Sz – wariant z ulepszonym podwoziem.

## Konkluzja i ocena samolotu
Według części współczesnych historyków, anulowanie produkcji I-180 było błędem, gdyż nie ustępował on, a nawet nieco przewyższał osiągami nowe myśliwce z silnikami rzędowymi ŁaGG-3 i Jak-1, zaprojektowane według specyfikacji z 1939 roku przez młodych inżynierów, promowanych przez władze w opozycji do Polikarpowa. Prędkość 585 km/h rozwinięta przez I-180 serii informacyjnej mogła zostać polepszona w toku rozwoju konstrukcji, między innymi przez wprowadzenie zamkniętej kabiny pilota. Należy zauważyć, że przy odpowiednim zainteresowaniu władz, I-180 mógł wejść do produkcji wcześniej, niż konkurencyjne samoloty, których projektowanie rozpoczęto później, nawet z możliwością przejściowej produkcji samolotów z dopracowanym już silnikiem M-87. Mimo prześladujących samolot wypadków, nie świadczyły one o nieudanej konstrukcji, lecz były głównie przypadkowe (wypadek Czkałowa był efektem testowania niedopracowanego samolotu i wady silnika). Co więcej, I-180 sprawiał mniej problemów technicznych w toku rozwoju, niż konkurenci, zwłaszcza I-26 (Jak-1), którego prototyp podczas prób 15 razy awaryjnie lądował i również uległ katastrofie. Podczas badań państwowych w 1940 roku, w stosunku do konstrukcji I-180 zgłoszono 81 uwag, do I-200 (MiG-1) –  112 uwag, do I-301 (ŁaGG-3) – 416 uwag, a I-26 w ogóle nie przeszedł prób za pierwszym razem. Piloci podkreślali, że samolot jest zbliżony do I-16 w pilotażu, lecz ma lepsze właściwości lotne, przez co jego opanowanie przez wyszkolonych już lotników nie budziłoby trudności. Co mogło być istotną zaletą, jego konstrukcja wywodząca się z I-16 była dobrze opanowana przez radziecki przemysł. Z dużym prawdopodobieństwem samolot ten nie wszedł ostatecznie do produkcji ze względów pozamerytorycznych, związanych z utratą poparcia Stalina, oraz uzyskaniem silnej pozycji we władzach radzieckich przez Aleksandra Jakowlewa, promującego własną konstrukcję Jak-1, mającą nieco słabsze osiągi. Podobny los, co I-180, spotkał także kolejny, wywodzący się częściowo z jego konstrukcji, znacznie lepszy myśliwiec Polikarpowa I-185.

## Opis techniczny
Jednosilnikowy jednomiejscowy dolnopłat konstrukcji mieszanej (kadłub półskorupowy drewniany, skrzydła metalowe), pokryty skejką (kadłub) i duraluminium (skrzydła). Kabina pilota otwarta z wiatrochronem (planowano zastosowanie zamkniętej kabiny). Podwozie samolotu klasyczne, chowane pneumatycznie, z chowanym kółkiem ogonowym. Śmigło trzyłopatowe.
Uzbrojenie: dwa zsynchronizowane wkm BS 12,7 mm i dwa km SzKAS 7,62 mm w kadłubie, na wspólnej lawecie nad silnikiem.
Silnik gwiazdowy w układzie podwójnej gwiazdy M-88R o mocy startowej 1100 KM.